# Booker T. & the M.G.'s
Booker T. & the M.G.'s è stato un gruppo musicale soul statunitense attivo negli anni sessanta e settanta. È generalmente associato alla Stax Records e al sottogenere musicale del Memphis Soul.
Divenne famoso grazie al singolo strumentale del 1962 Green Onions e per essere la band in cui hanno suonato i più importanti musicisti della Stax.
Il gruppo è stato uno dei più prolifici, rispettati e imitati del suo tempo. I suoi componenti classici erano: Booker T. Jones (organo, pianoforte), Steve Cropper (chitarra), Donald Dunn (basso), Al Jackson Jr. (batteria).
Hanno fatto parte del gruppo anche Isaac Hayes, Carson Whitsett, Willie Hall, Bobby Manuel e Lewis Steinberg.

## Storia

### Gli inizi
Nell'estate del 1962 il tastierista diciassettenne Booker T. Jones, il ventenne chitarrista Steve Cropper, il bassista Lewie Steinberg e Al Jackson, un batterista esordiente, si ritrovarono al Memphis studio per accompagnare l'ex stella della Sun Records Billy Lee Riley.
Durante una pausa i quattro iniziarono a suonare su un blues che ricordava il suono di Ray Charles. Jim Stewart, il presidente della Stax Records, rimase così impressionato da quello che stava ascoltando che senza pensarci iniziò a registrare il sound prodotto dalla band.
Il prodotto finale gli piacque così tanto che decise di produrlo e lanciarlo sul mercato. A quel punto Cropper ricordò un riff venuto fuori qualche settimana prima da una session con Jones e in breve fu pronto un nuovo pezzo. Ora il gruppo aveva bisogno di un nome.
Un'altra band della Stax di cui faceva parte Jones chiamata The Triumphs raggiunse il successo con una canzone locale chiamata Burnt Biscuits.
Jackson suggerì allora un altro nome di casa automobilistica, la MG. La Stax arrivò anche a contattare la casa automobilistica con l'obiettivo di proporre una qualche promozione reciproca dei rispettivi prodotti, ma secondo la leggenda la MG non volle che il proprio marchio fosse legato a quel tipo di musica.
Intanto però a tutti piacque il nome proposto da Jackson, così MG divenne la sigla di Memphis Groove.
Stewart voleva distribuire il singolo con la prima canzone Behave Yourself come lato A e la seconda canzone come lato B. Ma Stewart e i DJ radiofonici la pensavano diversamente così, in breve tempo, la Stax iniziò a distribuire la seconda canzone Green Onions accompagnata dal lato B Behave Yourself.
Green Onions arrivò al primo posto delle classifiche R&B e al terzo posto delle classifiche pop ed è tuttora considerata uno dei più importanti riff della storia del rock. Infatti è stata usata per innumerevoli spot, trailer e colonne sonore di film. In seguito venne distribuito un album discografico completamente strumentale dal titolo Green Onions.

### Il successo
Dopo i successivi due anni Cropper, Jackson, Jones, Steinberg e il bassista dei Mar-Keys Donald Dunn detto Duck, amico di Cropper, Isaac Hayes e altri trombettisti avrebbero costruito lo standard della soul music.
La Motown Records, un'altra famosa etichetta di black music, diretta concorrente della Stax e accusata di proporre un suono troppo pop, scrisse fuori dalla sua sede Motown Records, Hitsville, Stati Uniti d'America. La Stax decise di riprendere quell'idea per rimarcare il proprio impegno a costruire un sound diverso, più profondo, più soul. Così l'insegna al di fuori della sede della Stax proclamò Stax Records, Soulville, U.S.A.
Lewie Steinberg, un valido bassista proveniente da una famiglia di musicisti, registrò un altro album con il gruppo: Soul Dressing nel 1965. Mentre Green Onions fu un album pieno di cover, tutte le canzoni tranne una di Soul Dressing erano originali. Ciò nonostante l'alchimia finale di musica e personalità non fu abbastanza buona. Steinberg fu messo da parte e Dunn divenne il bassista a tempo pieno della band.
Sebbene a metà degli anni sessanta Jones studiasse a tempo pieno musica all'Indiana University, il gruppo divenne de facto la house band della Stax Records. Spesso per coprire le assenze di Jones la Stax si rivolse al suo autore e produttore Isaac Hayes che accompagnò la band in diverse occasioni anche quando Jones era al proprio posto. In questi casi Jones e Hayes suonarono insieme, uno l'organo e l'altro il pianoforte e la tastiera. È possibile ascoltare questa combinazione in diverse registrazioni di Otis Redding.
La formazione costituita da Cropper, Dunn, Jackson con Jones e/o Hayes affiancò in seguito non solo Redding ma anche Sam & Dave, Albert King, Johnnie Taylor, Eddie Floyd, The Staple Singers, e la lanciatissima carriere solista di Wilson Pickett.
I Booker T. and the MGs hanno suonato e hanno prodotto centinaia di dischi, compresi classici come Walkin' the Dog, Hold On! (I'm Coming) in cui il pluristrumentista Jones suonò la tuba sul basso elettrico di Dunn, Soul Man, Who's Making Love, I've Been Loving You Too Long (To Stop Now) e Try a Little Tenderness.
Sono ritenuti coloro i quali hanno definito la soul music, in particolare quel sottogenere chiamato Southern Soul, il soul del sud, in cui il groove è molto più importante dei testi, i quali risultano spesso essere decisamente banali.
Nel 1967 registrarono uno dei maggiori successi: l'album Hip Hug-Her che vede finalmente Jones all'organo Hammond, lo strumento per cui era famoso.
Nel 1967, oltre alla partecipazione al tour europeo della Stax, accompagnarono Otis Redding al Monterey Pop Festival, suonando insieme a musicisti del calibro di Jimi Hendrix, Janis Joplin, The Who e i Jefferson Airplane. Furono anche invitati a suonare al festival di Woodstock, ma Al Jackson aveva troppa paura di volare sull'elicottero che li avrebbe portati sul luogo del concerto così decisero di rinunciare.
L'album Hip Hug-Her fu seguito da Doin' Our Thing and Soul Limbo, il cui pezzo Soul Limbo  divenne una famosissima hit e venne usata in seguito dalla BBC come musica per un suo programma televisivo e radiofonico.
Nel 1969 Duck Dunn e specialmente Booker T. Jones, furono colpiti dalla musica dei Beatles, in particolar modo dall'album Abbey Road che rilessero in versione strumentale quasi integrale nell'album McLemore Avenue del 1970. Il riconoscimento era reciproco tanto che i Beatles si ispirarono parecchio al lavoro dei Booker T. & the MG's che venivano chiamati affettuosamente da John Lennon, grande fan della Stax, Book a Table and the Maitre D's..
Sui rapporti tra MG's e Beatles si narra una leggenda secondo cui, dopo essersi chiusi nel Memphis Studio quando la band iniziò il tour del 1967 Hit the Road, Stax i Beatles mandarono una limousine all'aeroporto per baciare l'anello di Steve Cropper. Prima di allora gli MG's non avevano avuto idea dell'influsso che avevano su tanti musicisti in tutto il mondo.
Nel 1971 la band produsse quello che sarebbe stato il loro ultimo singolo e, con lo stesso nome, il loro ultimo album Melting Pot che conteneva 8 pezzi inediti. Il suono particolarissimo di Melting Pot, caratterizzato dal ritmo della batteria, un giro di basso circolare e ipnotico, un ritmo di chitarra teso e stretto divenne molto popolare nei festini underground di New York. Tuttora il pezzo è continuamente campionato da DJ e rapper.
Prima che Melting Pot fosse ultimato, Booker T. Jones lasciò la Stax; infatti parte dell'album fu registrata a New York e non negli studi della Stax. Anche Steve Cropper, a causa di questioni economiche, lasciò di lì a poco la casa discografica di Memphis. Gli unici a rimanere furono Dunn e Jackson che ultimarono il lavoro.
Nel 1973 Dunn e il chitarrista della Stax Bobby Manuel arruolarono l'organista Carson Whitsett come membro della band che avrebbe accompagnato la nuova star emergente della Stax Stefan Anderson. Dato che il loro batterista non era disponibile, decisero di introdurre Al Jackson. Il progetto non riuscì a decollare, ma le prove furono così incoraggianti che spinsero Jackson e Dunn a riformare gli MG's.
Il risultato fu l'album del 1973 The MG's, con Manuel e Whitsett al posto di Cropper e Jones, un lavoro ben accolto dalla critica che però non ebbe altrettanto successo in termini di vendite. A quel punto la band si sciolse. Carson Whitsett avrebbe fatto il turnista per la Bobby Blue Bland, Little Milton e Kathy Mattea, e avrebbe registrato insieme a Johnnie Taylor, Solomon Burke, B.B. King, Etta James, Conway Twitty e Lorrie Morgan. Bobby Manuel invece sarebbe diventato una colonna portante della scena musicale di Memphis e più tardi avrebbe fondato la HighStacks Records in omaggio alla Stax e alla Hi Records.
Dopo un incoraggiante incontro avvenuto a fine settembre 1975, Jones e Cropper da un lato e Jackson e Dunn dall'altro decisero di concedersi tre mesi di tempo per completare tutti i progetti che avevano lasciato in sospeso. Si sarebbero così dedicati per altri tre anni al progetto Booker T. Jones & the Memphis Group. Nove mesi più tardi però, il 1º ottobre dello stesso anno, Al Jackson, l'uomo che Cropper aveva definito il più grande batterista che avesse mai camminato sulla Terra, fu ucciso in casa propria.
A sostituirlo fu proprio il suo allievo Willie Hall, col quale registrarono l'album Universal Language del 1977. Due anni dopo, insieme a Cropper e Dunn, il batterista si unì alla Blues Brothers Band, che partecipò al film The Blues Brothers e al suo sequel Blues Brothers - Il mito continua (in originale Blues Brothers 2000).

### Gli ultimi anni
Durante i successivi dieci anni i restanti membri della band furono molto attivi, producendo, scrivendo e suonando insieme ad altri artisti.
Si unirono al batterista della The Band Levon Helm e divennero parte dei suoi RCO All-Stars.
Nel 1977 Cropper e Dunn entrarono nella famosa Blues Brothers Band e incisero il celebre album Briefcase Full of Blues, nel 1980 presero parte anche al cult-movie di Dan Aykroyd e John Belushi. Successivamente parteciparono anche al seguito Blues Brothers - Il mito continua.
Nel 1986 l'ex comproprietario della Atlantic Records Jerry Wexler chiese al gruppo di diventare la house band per i quarant'anni della Atlantic. La notte precedente però Booker T. Jones fu vittima di un'intossicazione da cibo così, all'ultimo minuto, venne arruolato Paul Shaffer. le prove con Jones, Cropper e Dunn accompagnati dal potente batterista Anton Fig andarono così bene che i quattro decisero di fare qualche data insieme.
Successivamente suonarono insieme in maniera occasionale e nel 1992 Bob Dylan chiese loro di essere l'house band al concerto per il suo trentennale. In quell'occasione accompagnarono, oltre a Dylan, musicisti quali Stevie Wonder, Johnny Cash, Eric Clapton e Eddie Vedder dei Pearl Jam, dimostrando di essere in grado di suonare a fianco di qualsiasi musicista. Tanto che, durante il concerto, Neil Young chiese loro di accompagnarlo nel corso del suo tour mondiale dell'anno successivo.
Booker T. Jones, Donald Dunn e Steve Cropper sono entrati nel XXI secolo più attivi che mai. Jones, Dunn e il cugino di Al Jackson, il batterista Steve Potts, scrissero le musiche per l'album del 2002 di Neil Young Are you passionate?.
Nello stesso anno Cropper, insieme a Isaac Hayes e Sam Moore, accolse il presidente della Stax Jim Stewart nella Rock and Roll Hall of Fame.
Cropper e Hayes furono più tardi inseriti nella The Songwriters Hall of Fame.
Booker T. & the MGs, con Steve Potts alla batteria, hanno continuato a esibirsi anche negli anni 2000.
"Duck" Dunn è morto il 13 maggio 2012, appena dopo aver terminato un doppio show in Giappone, nel pieno del suo tour con l'eterno amico Steve Cropper.

## Discografia

### Album in studio
- 1962 - Green Onions
- 1965 - Soul Dressing
- 1966 - And Now!
- 1966 - In the Christmas Spirit
- 1967 - Hip Hug-Her
- 1968 - Doin' Our Thing
- 1968 - Soul Limbo
- 1969 - Up Tight
- 1969 - The Booker T Set
- 1970 - McLemore Avenue
- 1971 - Melting Pot
- 1977 - Universal Language
- 1994 - That's the Way It Should Be
- 1995 - play the hip hits
- 2003 - stax instrumental

### Live
- 1967 - Back to Back

## Riconoscimenti
Nel 2004, la rivista Rolling Stone Magazine ha inserito il gruppo all'interno della classifica dei 100 più grandi artisti di tutti i tempi (numero 93).
Nel 2007 il gruppo è stato premiato con un Grammy alla carriera.